# مجراع
المِجراع أو مقياس الجرعة أو مقياس الجرعة الإشعاعية (بالإنجليزية: Dosimeter)‏ في الفيزياء هو مقياس يقيس كمية الأشعاع التي يتعرض لها العاملين في قطاع الصناعات النووية ومراكز البحوث النووية، وفي المفاعلات النووية، بغرض إحصاء ما يتعرضون إليه خلال عملهم من كمية (جرعة) إشعاع. لا يزيد حجم المِجراع حجم القلم. وكل العاملين في تلك القطاعات يحمل المِجراع الخاص به، ويراعي أن قراءته لا تتعدى حدودا تعتبر سالمة ومتفق عليها دوليا وتنصح بها الوكالة الدولية للطاقة الذرية ومركزها فيينا بالنمسا. وتُدخل الدول إرشادات الوكالة العالمية في نظامها القانوني، وتشكل الهيئات الرسمية التي تقوم على مراقبة صحة تنفيذها حفاظا على صحة العاملين.
يقوم كل من العاملين في تلك القطاعات بتسجيل قراءة المِجراع الذي يحمله باستمرار يوميا، ويقوم طبقا للنظام الداخلي الموضوع في مؤسسته بتسليم تلك البيانات شهريا إلى قسم الوقاية من الإشعاع في مؤسسته. فيقوم هذا القسم بإحصاءاته السنوية، والتبليغ عن أي تعدي للحدود الموضوعة إلى الهيئة الوطنية المسؤولة.

## قياس الجرعة للأفراد

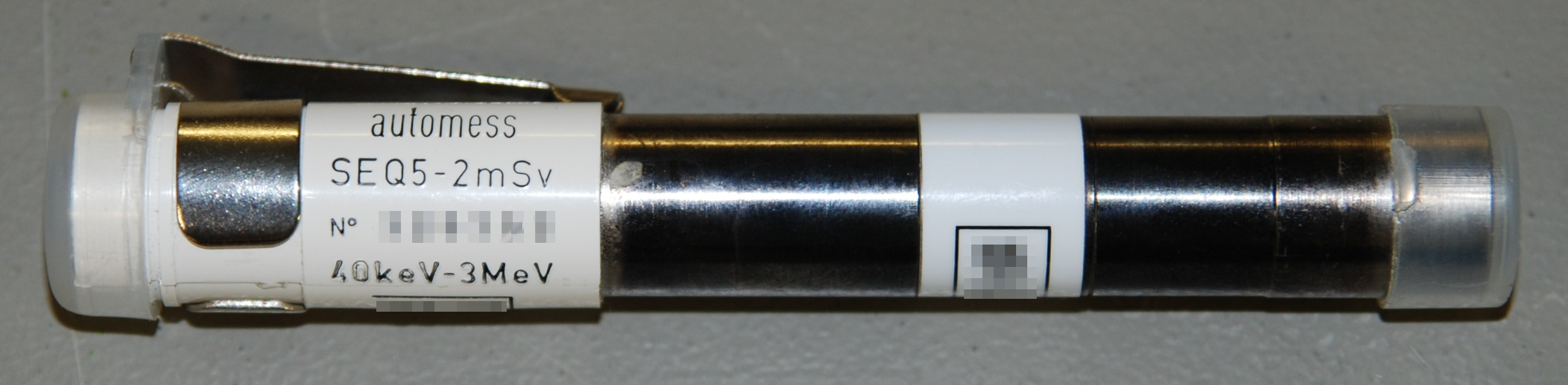
المِجراع القلمي

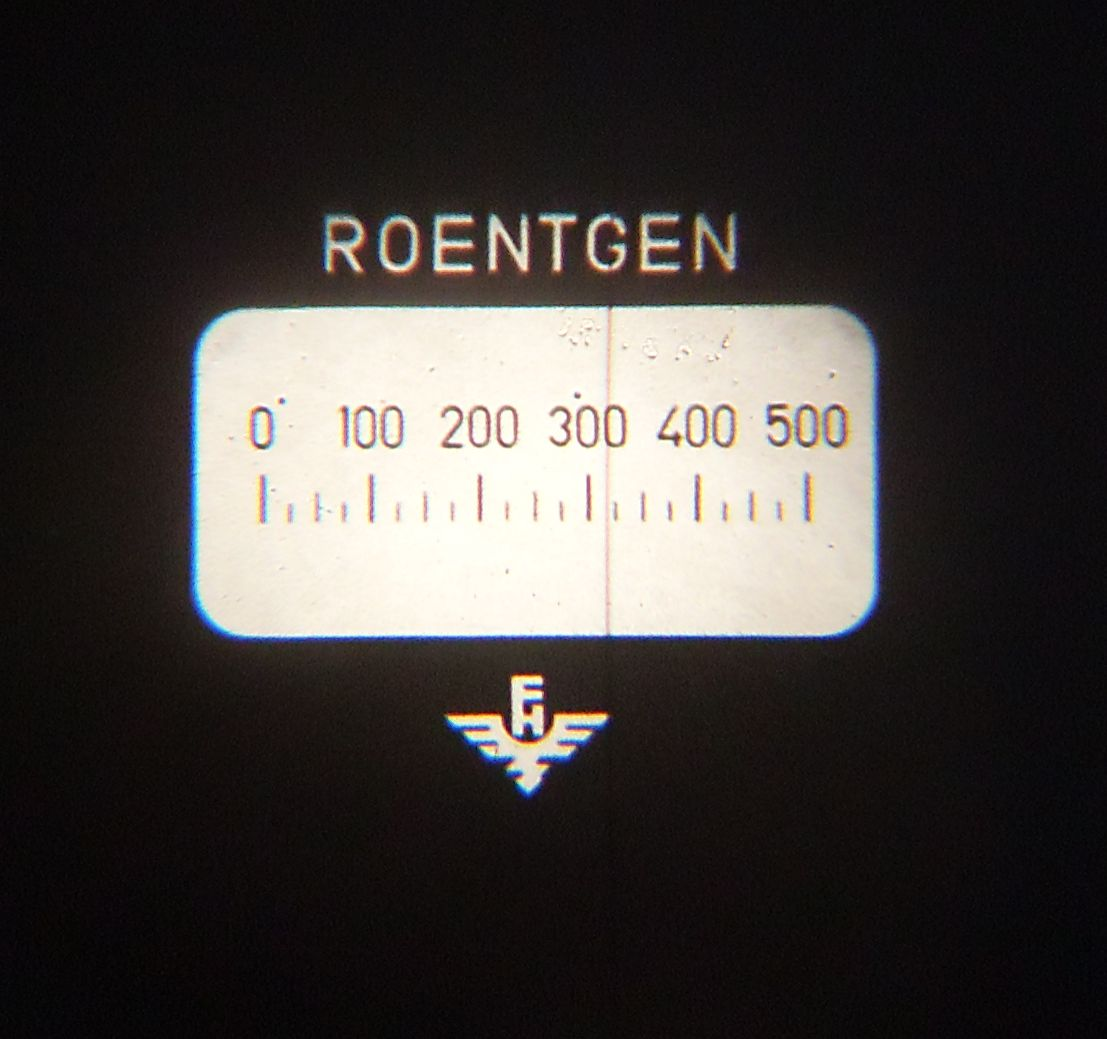
نظرة على قراءة المِجراع الجيبي، القياس هنا 320 رونتجن.

- المِجراع في شكل القلم: يوضع في الجيب. يشحن بشحنة كهربية تخزن في مكثفة، وتقل شحنة المقياس إذا تعرض للإشعاعات المؤينة. وتؤخذ القراءة عن طريق سلك داخله يتحرك على تقسيمات. ويمكن إرجاع السلك إلى وضع الصفر وذلك بشحن المقياس من جديد.

يقيس المِجراع القلمي الأشعة السينية وأشعة غاما، ومع بعض التحفظات أيضا لأشعة بيتا وهذا يعتمد على مدى نفاذية مادته لأشعة بيتا.
- فِلم المِجراع: هو فِلم محفوط في إطار خاص من البلاستيك. وقد صمم الإطار بحيث يمكن التفرقة بين الاشعة القوية (نفاذة) والأشعة الضعيفة (قليلة النفاذية). ويزداد اسوداد الفِلم بزيادة الإشعاع الساقط عليه.

بعد تحميض الفِلم ومقارنة درجة سواد الفِلم يمكن معرفة الجرعة التي تعرض لها الشخص.

## استخدامها
الفِلم يكون غير قابلا مباشرة للقراءة ولا يمكن شطبه. ولذلك فهو يستخدم لغرض الضبط الإداري ويوزع على العاملين في المجالات النووية. وتؤخذ قراءته في العادة شهريا.
والمِجراع القلمي تؤخذ قراءته يوميا من حامله ويقوم بتسجيلها في نموذج خاص، ثم يسلم نموذج البيانات آخر كل شهر إلى قسم الوقاية من الإشعاع الملحق بالمؤسسة النووية للمتابعة. كما تزود صالات العمل بالمِجراع خاص، يكون متصلا بصفارة لتحذير العاملين عندما يزيد معدل الإشعاع في الصالة عن حد الأمان .

## اقرأ أيضا
- عداد نيوترونات
- زيفرت
- كرة بونار
- عداد جسيمات
- غرفة تأين
- عداد نيوترينو
- إشعاع مؤين
- هيئة دولية للوقاية من الإشعاع